# Carmen Schrader
Carmen Schrader (* 1913 in Grethem; † 2012 in Córdoba) war eine Spanierin, die gemeinsam mit ihrem Ehemann José Ruiz Santaella, einem spanischen Diplomaten, drei jüdische Frauen vor der Verfolgung durch die Nationalsozialisten schützte und deshalb in die Reihe der Gerechten unter den Völkern aufgenommen wurde.

## Leben
Carmen Schrader wurde 1913 im niedersächsischen Grethem geboren. 1936 heiratete sie José Ruiz Santaella, und gemeinsam verbrachten sie einige Jahre in Spanien. Dann wurde Ruiz Santaella zum Landwirtschaftsattaché der spanischen Botschaft in Berlin ernannt, weshalb das Ehepaar 1942 nach Berlin übersiedelte. 1943 zogen sie mit ihren vier Kindern in das Haus einer adligen Familie in einem Dorf in der Nähe. Dort versteckten sie 1944 Gertrude Neumann, die für sie nähte, und stellten die Kinderkrankenschwester Ruth Arndt und ihre Mutter Lina Arndt unter falschen Namen als Kinderfrau und Köchin ein und schützten sie so vor der Verfolgung durch die Nationalsozialisten, bis José Ruiz Santaella im September desselben Jahres in die Schweiz versetzt wurde. 1988 wurde Carmen Schrader und ihrem Mann José Ruiz Santaella von Yad Vashem der Titel Gerechte unter den Völkern verliehen. Carmen Schrader starb 2012 in Córdoba, wo sie die meiste Zeit ihres Lebens verbracht hatte.

## Verbindung mit der Familie Arndt
„Die Familie Arndt war eine der wenigen jüdischen Familien in Europa, in der alle Familienmitglieder die Shoah überlebten.“ Carmen Schrader und José Ruiz Santaella stellten Ruth und Lina Arndt mehrere Monate lang unter falschen Namen ein und „schickten ihrer in Berlin versteckt lebenden Familie Lebensmittelkarten“. Carmen Schrader und Ruth Arndt blieben bis zum Tod von Carmen Schrader in Kontakt.